# Социал-демократический союз рабочих и мелких земледельцев Финляндии
Социа́л-демократи́ческий сою́з рабо́чих и ме́лких земледе́льцев (СДСМЗ, фин. Työväen ja Pienviljelijäin Sosialidemokraattinen Liitto, TPSL) — социалистическая политическая партия в Финляндии, существовавшая в 1959—1973 годах. Возникла как левая фракция Социал-демократической партии Финляндии во главе с Эмилем Скогом и Аарре Симоненом. Ског был бывшим председателем СДПФ и вступал в спор с действующим председателем Вяйнё Лескиненом. Партия была представлена в парламенте в 1959—1970 годах, однако её влияние пошло на спад и она была распущена: большая часть её членов вернулась в ряды социал-демократов, остальные основали Социалистическую рабочую партию. Как правило, её место в политическом спектре определялось между Социал-демократической и Коммунистической партиями Финляндии (и «широким фронтом» последней, Демократическим союзом народа Финляндии).

## История
Создание СДСМЗ в 1959 году было результатом очередного откола левого течения в СДПФ, состоявшегося после нескольких лет внутрипартийной борьбы. СДСМЗ сохранял партийную платформу СДПФ до 1967 года, указывая, что правые лидеры социал-демократов не придерживаются программы своей собственной партии.
Основной причиной разногласий было то, что партийное руководство СДПФ, в частности Вяйнё Таннер и Вяйнё Лескинен, намеревались развивать СДПФ в сторону «всеобщей партии», привлекательной для всех классов общества. Напротив, Социал-демократический союз рабочих и мелких земледельцев Финляндии, как следует из названия, хотел, чтобы социал-демократия продолжала представлять трудящиеся классы — рабочих и мелких фермеров. Лескинен хотел сотрудничать с правым крылом, его экономическая политика была консервативной и дефляционной, в частности, он критиковал сельскохозяйственные субсидии. Напротив, фракция Скога вела линию на сотрудничество с левыми и Крестьянским союзом в правительствах народного фронта (kansanrintamahallitus), а также на опору на профсоюзы.
В советских источниках подчёркивалось, что левая оппозиция была исключена из рядов СДПФ за выступления против реакционного, антисоветского курса правых партийных лидеров. С другой стороны, Хейкки Лаавола писал, что споры были связаны не так с идеологическим разрывом между правыми и левыми; лидеры и тех, и других: Таннер, Лескинен, Ског и Симонен — ранее отметились в антикоммунистической деятельности. Однако Таннер был осуждён (под давлением Советского Союза) как ответственный за продолжение войны с СССР в 1941—1944 годах, и поэтому он как лидер СДПФ был неприемлем для Советов.
Раскол сопровождался расколом в ассоциированных с социал-демократами обществах и профсоюзах. СДСМЗ после откола пользовался влиянием в профсоюзах, женском и рабочем спортивном движении. Его представители доминировали в основном профсоюзе страны — Центральной организации финских профсоюзов, — а также в молодёжной и женской организациях. Даже в социал-демократической спортивной федерации рабочих верх брали люди Скога — руководство СДПФ хотело, чтобы та вступила в правую спортивную федерацию, чтобы претендовать на участие в Олимпийских играх, а левая фракция называла такой шаг «буржуазным».
У СДСМЗ было 13-15 представителей из 200 в парламенте после раскола в 1959 году. На парламентских выборах 1962 года союз получил только два мандата, на выборах 1966 года, сотрудничая с ДСНФ, набрал 2,6 % и провёл семерых представителей, но окончательно выбыл из парламента по итогам 1970 года. Примечательно, что СДСМЗ сотрудничал с особенно влиятельным президентом Урхо Кекконеном и был младшим партнёром, представленным одним министром в коалиционных кабинетах (Карьялайнен I, Паасио I, Койвисто I).
В 1963 году СДПФ изменила свой курс таким образом, что новым приоритетом стали хорошие отношения с Кекконеном и СССР, устранив тем самым существенную причину разногласий с СДСМЗ. Сам Ског вернулся в СДПФ в 1965 году. СДСМЗ радикализировался и стал более просоветским. На съезде в 1967 году была принята самостоятельная программа партии, поддерживавшая дружественные отношения с СССР и проведение Финляндией «активной политики мира» (в частности, созыв конференции европейской безопасности).
Потеряв массовую поддержку, Союз после неудачи на выборах 1970 и 1972 годов был исключён из реестра партий и затем распущен в 1973 году. Решение было принято в декабре 1972 года, когда совет СДСМЗ проголосовал 10 голосами против 3 за возвращение в СДПФ. Основными идеологами сближения были председатель Союза Ууно Нокелайнен и Калеви Сорса со стороны СДПФ. Фракция меньшинства, включая Симонена и некоторых других бывших депутатов, сформировала Социалистическую рабочую партию, вошедшую затем в ДСНФ, «Демократическую альтернативу» и Левый союз.